# 高野川 (京都市)

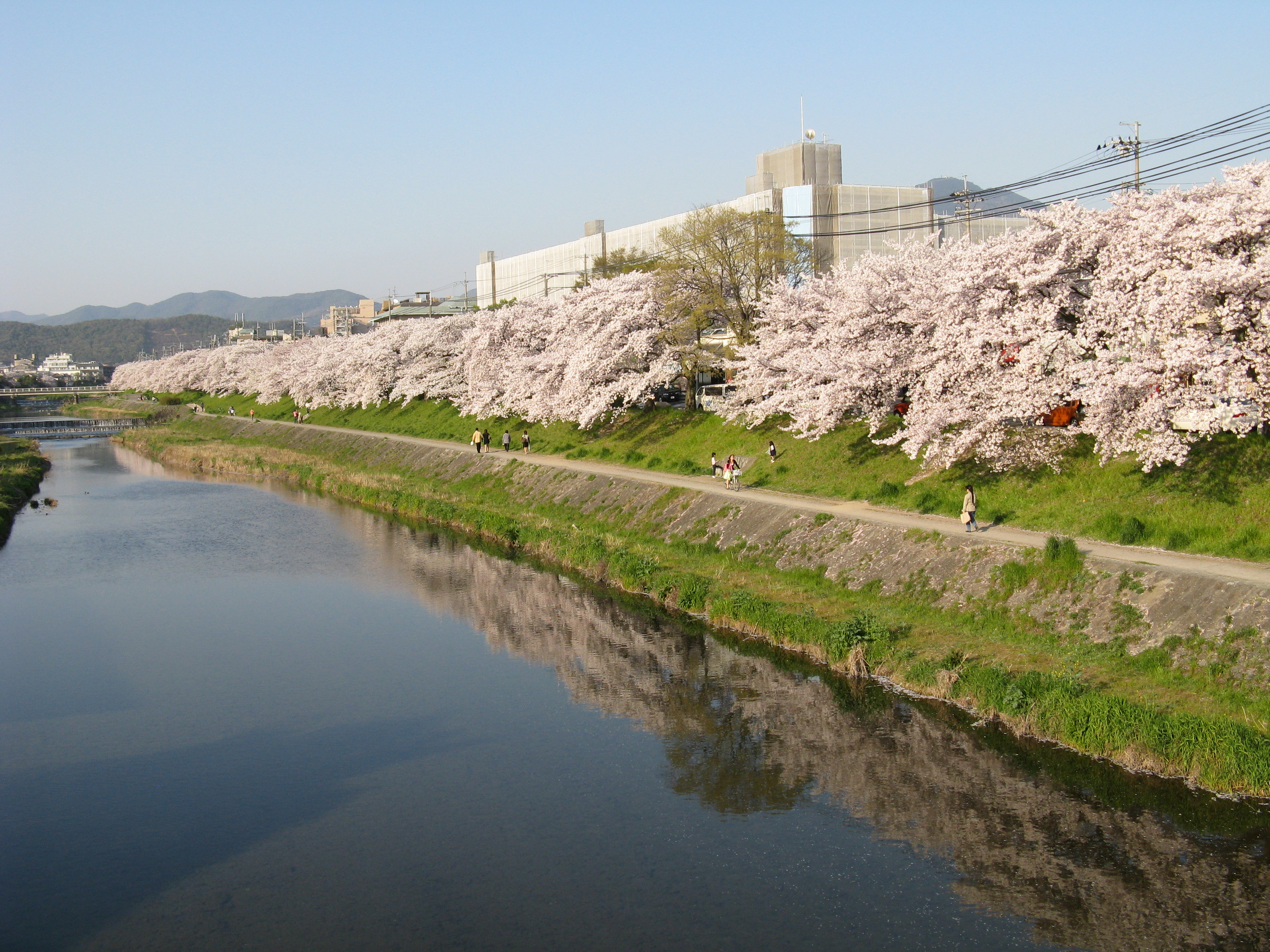
高野川（從御蔭橋上）

高野川是流經京都府京都市左京区的淀川水系的一級河川。總長17公里。

## 地理
發源自位在京都市左京區和滋賀縣大津市的邊境的途中峠南部。之後和國道367號並行南進。在三谷口和從左京區大原北部的三谷峠（ミタニ峠）發源的河川匯合，在小出石町和從左京區鞍馬和左京區大原的邊境的天岳發源的高谷川匯合。在三谷口或八瀨流域也各自被稱為大原川或八瀨川。
之後和從三千院深山發源的呂川及寂光院深山發源的草生川匯合、南下流過比叡山的西邊山麓。於上高野的花園橋和白川通交叉並與岩倉川匯合，一面和川端通並行一面在出町柳的加茂大橋和賀茂川合流形成鴨川。
在京都市的地圖上，鴨川經常被畫為Y字樣，高野川就是其右側的部分。

## 自然
- 日本大鯢 - 有屬於特別天然記念物的日本大鯢棲息在此。有時會在大雨之後等情況下被沖至京都市區，嚇壞當地居民。

## 歷史
若根據地質調查的節果，在古時候平安遷都之前的高野川，可能並未像現在於出町柳和鴨川匯流。該結果顯示，當時可能是在更南方的流域才和鴨川匯流。雖然有各種說法，但於平安時代成為現在河道的可能性較高。
根據「日本後紀」，在平安時代高野川被稱為埴川。根據「雍州府志」，其名稱的由了是因為河川流經了高野村。
從古時候開始高野川被當作農業用水而受到重用，沿岸的村莊們享受了其所帶來的利益，但每當缺水的時候則發生了多次村莊之間的對力。
此外，高野川在現在被大原地區的部份居民當作自來水的水源。

## 主要支流
- 高谷川
- 呂川
  - 律川
- 草生川
- 岩倉川
- 音羽川

### 分流
- 泉川

左京區松崎山開始與高野川分離、流過下鴨住宅街、下鴨神社（賀茂御祖神社）境內後，再次和高野川合流。

## 主要橋梁
（叡山電鐵八瀨比叡山口車站以南）

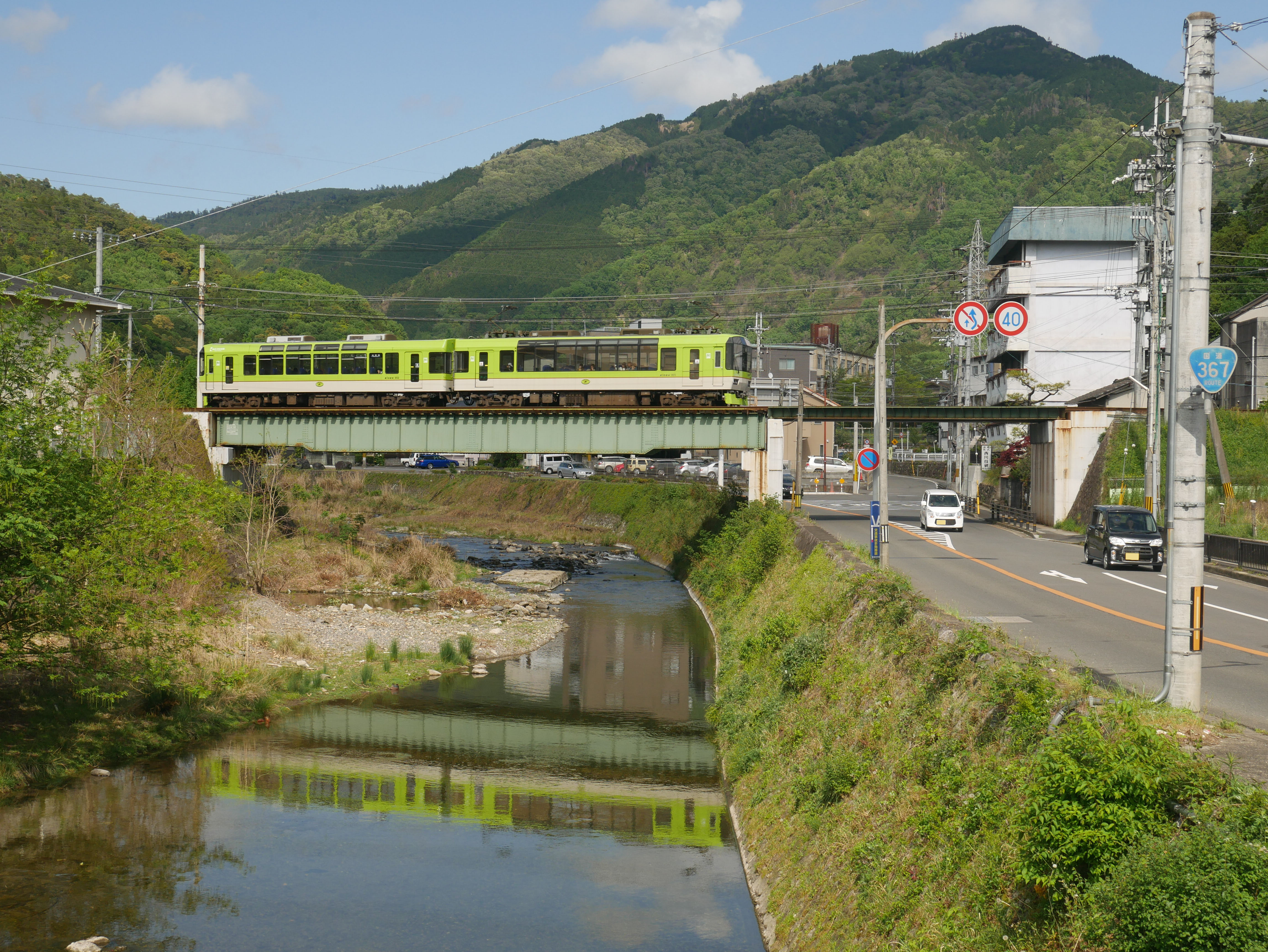
高野川（攝於花園橋上）

三宅小橋 - 三宅橋 - 花園橋 - 山端橋 - 松崎橋 - 馬橋 - 高野橋 - 蓼倉橋 - 御蔭橋 - 河合橋

## 關連項目
- 高野川 - 同名的河川